# 朝陽翼龍科
朝陽翼龍科（學名：Chaoyangopteridae）是翼龍目神龙翼龙类的一科。
在2008年，呂君昌、大衛·安文（David Unwin）建立朝陽翼龍科，範圍包含：朝陽翼龍、神州翼龍與牠們最近共同祖先，與其最近共同祖先的所有後代，以及親緣關係接近這個演化支，而離古神翼龍、妖精翼龍、風神翼龍的所有物種。根據頸部、四肢比例，顯示朝陽翼龍科的生態位類似神龍翼龍科。但神龍翼龍科的各屬分佈於不同地區，而朝陽翼龍科的許多屬共存於同一環境。朝陽翼龍科的化石多發現於亞洲，巴西的湖氓翼龍可能屬於朝陽翼龍科，非洲的一些化石可能也屬於朝陽翼龍科。

## 下级分类
本科包括以下属：
- †迷喙翼龍屬 Apatorhamphus McPhee, Ibrahim, Kao, Unwin, Smith & Martill, 2020
- †朝陽翼龍屬 Chaoyangopterus
- †始神龍翼龍屬 Eoazhdarcho
- †Eopteranodon Lü & Zhang, 2005
- †吉大翼龍屬 Jidapterus Dong et al., 2003
  - Jidapterus edentus Dong et al., 2003
- †湖氓翼龍屬 Lacusovagus Witton, 2008
  - †Lacusovagus magnificens Witton, 2008
- †Meilifeilong 
  - Meilifeilong youhao Wang, Kellner, Jiang, Chen, Costa, Cheng, Zhang, Vila Nova, de Almeida Campos, Sayão, Rodrigues, Bantim, Saraiva & Zhou, 2023[4]
- †小龍翼龍屬 Microtuban Elgin & Frey, 2011
- †神州翼龍屬 Shenzhoupterus Lü, Unwin, Xu & Zhang, 2008

## 外部連結
- An (informal) discussion on the clade （页面存档备份，存于）